# Бат (богиня)
Бат — богиня-корова в египетской мифологии, которую изображали с лицом женщины с коровьими ушами и рогами. Ко времени Среднего царства, её отличительные черты и атрибуты были добавлены к чертам богини Хатхор.

## Места поклонения
Поклоняться богине начали в древнейшие времена и это может иметь связь с началом разведения крупного рогатого скота в неолите. Бат была богиней древнеегипетского города Сешеша, который также был известен как город Ху или Диосполис Парва, он находился в районе седьмого нома Верхнего Египта.

## Имя
Существует предположение, что слово «бат» могло быть связано со словом «ба» к которому был прибавлен суффикс «т». Ба человека соответствует мужскому или женскому роду и часто переводится как «душа». Это слово можно также перевести как «власть» или «бог».

## Изображения
Богиню Бат очень редко изображали на фресках и в скульптуре. Одним из известных примеров была палетка Нармера, в верхней части которой изображены головы богини с ярко выраженными чертами коровы. В других случаях она была изображена в виде небесной коровы которую окружали звёзды, или как женщина. Чаще всего Бат изображали на амулетах в виде женской головы с коровьими ушами и рогами закручивающимися внутрь, как у самых первых, одомашненных египтянами видов крупного рогатого скота. Со временем Бат стали отождествлять с систром, а центр её культа был известен как «Дворец систра». Систр это музыкальный инструмент, по внешнему виду напоминавший анх, который был одним из наиболее часто используемых священных инструментов в храмах Древнего Египта. На некоторых музыкальных инструментах были изображения Бат в которых её голова и шея выполняли роль стилизованной ручки и основания, а между рогами крепилась погремушка. Её образ повторялся с двух сторон, об этом есть упоминания в Текстах пирамид:
Я восхваляема; я величественна; я Бат с двумя лицами; я та, кто спаслась и я спасла саму себя от всего зла.

## Связь с Хатхор
Изображения Бат в образе божественной коровы удивительным образом похожи на изображения богини родом из Нижнего Египта Хатхор. На плоских изображениях обеих богинь изображали лицом к зрителю (в фас), а не в профиль, что было свойственно традиционному изображению богов. Различались изображения лишь тем, что у Бат рога были закручены вовнутрь, а у Хатхор слегка наружу. Вполне возможно, что это может быть связано с разными породами скота, которые разводили в то время.
Культовый центр поклонения Хатхор находился в шестом номе Верхнего Египта, а у богини Бат рядом, в седьмом номе, что может свидетельствовать о том, что они вполне могли быть одной и той же богиней в Додинастическом Египте. В Среднем царстве, культ Хатхор поглотил культ Бат, подобные слияния происходили ранее в египетском пантеоне.

## В современной культуре
Во втором сезоне драматического сериала «Настоящая кровь», который проходил на канале HBO, в сценах была показана статуя, которая похожа на изображение Бат времён культуры Накада. По сериалу, эта статуя была священным изображением оргического культа Менады, которая в свою очередь была спутницей Диониса. Статуя принадлежала Мэриан Форрестер. Согласно сюжету, статуя вызвала интерес у Сэма Мерлотта и на первой встрече с Мариан, ей (Мариан) показалось, что Сэм может стать отличной жертвой в ритуале, который может вернуть к жизни Диониса. Этот сюжет был основной движущей силой второго сезона.